# Загуба на устойчивост
 Тази статия е за явлението в механиката.  За травмата в медицината вижте Изкълчване.  
Загуба на устойчивост, или изкълчване, е явление в механиката, характерно за тънкостенните конструкционни елементи (греди, черупки), както и за стройните конструкционни елементи (греди, пръти, колони), подложени на натискови и/или усукващи напрежения, които възникват при натиск, огъване, усукване или комбинации от тези три вида съпротива. То представлява разрушаване на конструкционния елемент преди достигане на якостта на материала, от който той е изграден. Дължи се на рязка загуба на еластичната устойчива форма на конструкционния елемент и зависи от неговата стройност. Освен в технически, изкълчване се наблюдава и в биологични структури, като стъбла на растения или кости на гръбначни животни.